# Canadian Journal of Mathematics
Het Canadian Journal of Mathematics (Frans: Journal Canadien de Mathématiques); druk: ISSN 0008-414X, online: ISSN 1496-4279 is een tweemaandelijks verschijnend wiskundig tijdschrift dat wordt uitgegeven door de Canadian Mathematical Society. Het werd in 1949 opgericht door H.S.M. Coxeter en G. de Beauregard Robinson. In 2009 voerden Henry Kim en Robert McCann de redactie over het tijdschrift Het Canadian Journal of Mathematics publiceert artikelen over alle gebieden van de wiskunde.

## Voetnoten
1. ↑  (en)  Biografische informatie over Robinson op de CMS website opgehaald 2009-04-13.
2. ↑  (en)  CJM redactie, opgehaald 2009-04-13.